# Valentin Ladenbauer
Valentin Ladenbauer (* 5. November 1942; † 27. Oktober 2006) war österreichischer Sportschütze, Apotheker, Landespräsident der Österreichischen Apothekerkammer und Lokalpolitiker in Perg.

## Leben
Ladenbauer studierte nach der Mittelschulzeit, die er in Linz absolvierte, Pharmazie, und schloss 1965 mit der Sponsion zum Mag. pharm. ab. Die Aspirantenzeit verbrachte er in der Apotheke des damaligen Präsidenten der Österreichischen Apothekerkammer, Landesgeschäftsstelle Oberösterreich, Anton Kerschner, bevor er 1967 in die seit 1894 im Familienbesitz befindliche elterliche Apotheke wechselte. Nach dem Tod seiner Mutter, Elsa Ladenbauer († 1983) übernahm er die elterliche Apotheke "Zur heiligen Dreifaltigkeit" in Perg und führte sie gemeinsam mit seiner Schwester Elsa bis zu seinem Tod. Als Konzessionär war er ab 8. Jänner 1986 bei der Österreichischen Apothekerkammer registriert.
Neben seiner beruflichen Tätigkeit war er Lokalpolitiker, Sportschütze im Schützenverein Perg mit Erfolgen unter anderem auf Bundesebene, leitendes Mitglied in der Standesvertretung, der Österreichischen Apothekerkammer, auf Landes- und Bundesebene sowie Aufsichtsrat eines Pharmazie-Unternehmens (Herba Chemosan Apotheker-AG). Mit seiner Frau hatte er eine Tochter und zwei Söhne.
Er war Mitglied des Lionsclub Perg, Sänger im Kirchen- und Kammerchor von Perg, von 1974 bis 1985 Obmann der Liedertafel Perg und von 2001 bis 2006 Bezirksjägermeister.

## Sportschütze im Schützenverein Perg
- Jugend-Vize-Staatsmeister mit dem KK-Gewehr (1959)
- Vize-Staatsmeister in der KK-Mannschaft (1960)

## Lokalpolitik
Ladenbauer war in der Gemeindepolitik der Stadt Perg aktiv und machte sich insbesondere bei der Errichtung öffentlicher Gebäude verdient. 1998 wurde ihm dafür der Ehrenring der Stadt Perg verliehen.
- 1973 bis 1997 Mitglied des Gemeinderates der Stadt Perg
- 1988 bis 1997 Mitglied des Stadtrates von Perg

## Funktionen im Rahmen der Standesvertretung
Ladenbauer war ab 1987 bis zu seinem Tod in der Standesvertretung auf Landes- und Bundesebene teilweise in leitender Funktion in den Gremien der Österreichischen Apothekerkammer aktiv und Mitglied verschiedener Ausschüsse, Arbeitsgruppen und Kommissionen.
Ladenbauer war Träger des Silbernen Verdienstzeichens der Republik Österreich.
- 1987 bis 2006 Vorstandsmitglied der Landesgeschäftsstelle Oberösterreich der Österreichischen Apothekerkammer
- 1987 bis 1997 Delegierter der Österreichischen Apothekerkammer
- 1987 bis 1992 Delegierter der Pharmazeutischen Gehaltskasse
- 1987 Mitglied der Visitationskommission
- 1988 Mitglied und Vorsitzender der Prüfungskommission für Apothekenhelfer
- 1992 bis 2006 Vorstand der Pharmazeutischen Gehaltskasse
- 1996 bis 2006 Mitglied der Prüfungskommission für PKA-Lehrlinge
- 1996 bis 2004 PKA-Beauftragter für Oberösterreich
- 1997 bis 2006 Vorstandsmitglied der Österreichischen Apothekerkammer Wien
- 1997 bis 2006 Mitglied des Rechts- und Sozialpolitischen Ausschusses (FA II)
- 1997 bis 2006 Mitglied des Landapothekerausschusses bei der Österreichischen Apothekerkammer Wien
- 1998 bis 2006 Mitglied der Arbeitsgruppe Bereitschaftsdienst/Nachtdienstausgleichsfonds
- 1999 bis 2006 Mitglied der Prüfungskommission der allgemein beeideten gerichtlichen Sachverständigen
- 2001 bis 2006 Landesgruppenleiter des Oberösterreichischen Apothekerverbandes
- 2002 bis 2006 Präsident der Oberösterreichischen Apothekerkammer
- 2002 bis 2006 Vorsitzender der Aspirantenprüfungskommission
- 2002 bis 2006 Mitglied der Arbeitsgruppe Apothekenbetriebsordnung der Österreichischen Apothekerkammer Wien
- 2002 bis 2006 Mitglied der Arbeitsgruppe Visitationen neu, Umbesetzung und Kammervertreter
- 2005 bis 2006 Mitglied des Berufungssenates beim unabhängigen Finanzsenat
- 2005 bis 2006 Mitglied der Arbeitsgruppe Pandemieplan beim Land Oberösterreich
- 2006 Mitglied des Oberösterreichischen Gesundheitsfonds und der Gesundheitsplattform
- 2006 Mitglied der Arbeitsgruppe Zustelldienst und Apothekengesetz bei der Österreichischen Apothekerkammer Wien

## Valentin-Ladenbauer-Journalistenpreis
Seit 2007 wird der nach Ladenbauer benannte Journalisten-Preis jährlich von der Landesgeschäftsstelle Oberösterreich der Österreichischen Apothekerkammer an Journalisten vergeben.

### 2007
- 1. Preis: Klaus Stecher, Redakteur beim ORF, Radio Oberösterreich
- 2. Preis: Christine Radmayr, Gesundheitsredakteurin der Oberösterreichischen Nachrichten
- 3. Preis: Hedwig Savoy, Redakteurin der Oberösterreichischen Kronenzeitung

### 2008
- 1. Preis: Sylvia Wörgstetter, stellvertretende Innenpolitik-Ressortleiterin der Salzburger Nachrichten
- 2. Preis: Wolfgang Braun, Politik-Ressortleiter der Oberösterreichischen Nachrichten
- 3. Preis: Michael Kraml, Journalist bei Life Radio Oberösterreich
- Sonderpreis Institutionen: Rainer Brunhofer, Redakteur beim AK Report

### 2009
- Kategorie Print/National: Wolfgang Exel, Gesundheitsressort-Leiter der Kronzenzeitung
- Kategorie: Elektronisch/Online: Regina Philipp von derStandard.at
- Kategorie Print/Oberösterreich: Michaela Ecklbauer-Niedermoser vom Neuen Volksblatt
- Sonderpreis Institutionen: Günther Hosner, Chefredakteur von der "Oberösterreichischen Wirtschaft".

### 2010
Preisträger waren die Redaktionsteams von OÖ. Krone, OÖ. Nachrichten sowie ORF-Landesstudio Oberösterreich. Der Sonderpreis Institutionen ging an das Redaktionsteam der "visite3", dem Magazin für Patienten der Gespag-Unternehmensgruppe.

### 2011
2011 wurden erstmals OÖ Nachwuchsjournalisten mit den Preis ausgezeichnet. Der erste Preis ging an Katharina Kühn (vorm. Gruber) (Seewalchen) für ihren Text "Eine Ziegenhorde für den Kongo oder: Endlich rauchfrei". Zwei weitere Preise ergingen an Nina Lindschinger (Linz) für ihre Reportage „Husten und Kopfweh, nachts um halb vier“ sowie an Franz Staudinger (Kirchdorf) für seinen Text „Briefmarken und Babypflege in der Kräuterapotheke Wartberg“.

### 2012
Im Jahr 2012 ging der Hauptpreis an Ricarda Reinisch (ORF). Der Nachwuchspreis ging an Ines Lindinger, Redakteurin der Bezirksrundschau Wels, für ihr Interview „Medikamente online zu bestellen, ist wie Harakiri“ und Verena Schöberl, Lehrredakteurin bei der „Oberösterreichischen Journalistenakademie“, für ihren Bericht „Zu Risiken und Wechselwirkungen fragen Sie Ihren Apotheker“.

### 2013
2013 ging der Preis an Andreas Jölli (Ö1) für seine laufende Berichterstattung über gesundheitspolitische Themen und sein journalistisches Engagement im Bereich der Arzeinmittelsicherheit und neuer Technologien im Gesundheitsbereich und an den Nachwuchsjournalisten Christoph Steiner (Neues Volksblatt) für seinen Beitrag "Kunden vertrauen ihrem Apotheker".